# Koželj (Knjaževac)
Pour les articles homonymes, voir Koželj.
Koželj (en serbe cyrillique : Кожељ) est un village de Serbie situé dans la municipalité de Knjaževac, district de Zaječar. Au recensement de 2011, il comptait 90 habitants.

## Démographie
| 1948 | 1953 | 1961 | 1971 | 1981 | 1991 | 2002 | 2011 |
| ---- | ---- | ---- | ---- | ---- | ---- | ---- | ---- |
| 831  | 775  | 683  | 576  | 432  | 291  | 181  | 90   |

|  |